# ISO 3166-2:CM
ISO 3166-2:CM — стандарт Международной организации по стандартизации, который определяет геокоды. Является подмножеством стандарта ISO 3166-2, относящимся к Камеруну. Стандарт охватывает 10 регионов Камеруна. Каждый геокод состоит из двух частей: кода Alpha2 по стандарту ISO 3166-1 для Камеруна — CM и дополнительного кода, записанных через дефис. Дополнительный двухбуквенный код в образован созвучно: названию, аббревиатуре названия региона. Геокоды регионов Камеруна являются подмножеством кодов домена верхнего уровня — CM, присвоенного Камеруну в соответствии со стандартами ISO 3166-1.

## Геокоды Камеруна
Геокоды 10 регионов административно-территориального деления Камеруна.
| Геокод | Административная единица | Статус |
| ------ | ------------------------ | ------ |
| CM-EN  | Крайнесеверный           | регион |
| CM-NO  | Северный                 | регион |
| CM-NW  | Северо-Западный          | регион |
| CM-AD  | Адамава                  | регион |
| CM-OU  | Западный                 | регион |
| CM-SW  | Юго-Западный             | регион |
| CM-LT  | Прибрежный               | регион |
| CM-CE  | Центральный              | регион |
| CM-SU  | Южный                    | регион |
| CM-ES  | Восточный                | регион |

## Геокоды пограничных Камеруну государств
- Чад — ISO 3166-2:TD (на севере и северо-востоке),
- Центральноафриканская Республика — ISO 3166-2:CF (на востоке),
- Габон — ISO 3166-2:GA) (на юге),
- Республика Конго — ISO 3166-2:CG (на юге),
- Экваториальная Гвинея — ISO 3166-2:GQ (на юге),
- Нигерия — ISO 3166-2:NG (на северо-западе).